# Gauliga Berlin-Brandenburg 1935/36
De Gauliga Berlin-Brandenburg 1935/36 was het derde voetbalkampioenschap van de Gauliga Berlin-Brandenburg. Berliner SV 92 werd kampioen en plaatste zich voor de eindronde om de Duitse landstitel, waar de club in de groepsfase uitgeschakeld werd. 

## Eindstand
| Plaats | Club                      | Wed. | W  | G | V  | Saldo | Ptn.  |
| ------ | ------------------------- | ---- | -- | - | -- | ----- | ----- |
| 1.     | Berliner SV 92            | 18   | 10 | 3 | 5  | 54:27 | 23:13 |
| 2.     | Berliner SC Minerva 93    | 18   | 10 | 3 | 5  | 41:31 | 23:13 |
| 3.     | Hertha BSC                | 18   | 9  | 4 | 5  | 39:29 | 22:14 |
| 4.     | Tennis Borussia Berlin    | 18   | 9  | 2 | 7  | 36:28 | 20:16 |
| 5.     | SC Wacker 04 Tegel        | 18   | 8  | 3 | 7  | 35:29 | 19:17 |
| 6.     | Berliner FC Viktoria 1889 | 18   | 9  | 1 | 8  | 41:35 | 19:17 |
| 7.     | SpVgg Blau-Weiß 90 Berlin | 18   | 7  | 4 | 7  | 39:30 | 18:18 |
| 8.     | SC Nowawes 03             | 18   | 7  | 1 | 10 | 33:46 | 15:21 |
| 9.     | VfB 93 Pankow             | 18   | 6  | 2 | 10 | 29:41 | 14:22 |
| 10.    | Spandauer SV              | 18   | 3  | 1 | 14 | 12:63 | 7:29  |

|  | Kampioen   |
|  | Degradatie |

## Promotie-eindronde
| Plaats | Club                        | Wed. | Saldo | Ptn.  |
| ------ | --------------------------- | ---- | ----- | ----- |
| 1.     | SV BEWAG Berlin             | 12   | 38:13 | 18:06 |
| 2.     | SC Union 06 Oberschöneweide | 12   | 31:25 | 15:09 |
| 3.     | TSV Friesen Cottbus         | 12   | 33:23 | 14:10 |
| 4.     | BFC Alemannia 90            | 12   | 24:28 | 11:13 |
| 5.     | SV Hoyerswerda 19           | 12   | 18:26 | 11:13 |
| 6.     | 1. FC Guben                 | 12   | 13:24 | 9:15  |
| 7.     | Post SV Berlin              | 12   | 16:34 | 6:18  |

|  | Promotie naar Gauliga Berlin-Brandenburg 1936/37 |